# حسن شاهین
حسن شاهین (زاده ۱۳۱۵ در تهران) بازیگر سینما اهل ایران بوده‌است.

## بازیگر
- قیام (۱۳۵۹)
- قفس (۱۳۵۳)
- سراب (۱۳۵۲)
- قدیر (۱۳۵۱)
- در آمریکا اتفاق افتاد (۱۳۵۰)
- دور دنیا با جیب خالی (۱۳۴۹)
- رضا موتوری (۱۳۴۹)
- رقاصه شهر (۱۳۴۹)
- قیصر (۱۳۴۸)
- بر آسمان نوشته (۱۳۴۷)
- تنگه اژدها (۱۳۴۷)
- چهار درویش (۱۳۴۷)
- دشت سرخ (۱۳۴۷)
- سالار مردان (۱۳۴۷)
- شعله‌های خشم (۱۳۴۷)
- من شوهر می‌خواهم (۱۳۴۷)
- آشیانه خورشید (۱۳۴۶)
- الماس ۳۳ (۱۳۴۶)
- زنی به نام شراب (۱۳۴۶)
- سوغات فرنگ (۱۳۴۶)
- علی بابا و چهل دزد (۱۳۴۶)
- عمو سبزی فروش (۱۳۴۶)
- جهان پهلوان (۱۳۴۵)
- رانندگان جهنم (۱۳۴۵)
- دنیای پول (۱۳۴۴)
- شیطون بلا (۱۳۴۴)
- فریاد دهکده (۱۳۴۴)
- همه سر حریف (۱۳۴۴)
- افسانه دهکده (۱۳۴۳)
- ببر رینگ (۱۳۴۳)
- تعقیب خطرناک (۱۳۴۳)
- جهنم زیر پای من (۱۳۴۳)
- دزد شهر (۱۳۴۳)
- سرکش (۱۳۴۳)
- با معرفت‌ها (۱۳۴۲)
- طلاق (۱۳۴۲)
- خانم عوضی گرفتین (۱۳۴۰)